# Malin Åkerström
Malin Anne Elsa Åkerström, född den 1 oktober 1953 i Lund  är en svensk professor i sociologi. Hon har sedan år 1980 verkat vid Lunds universitet och forskar inom områdena kriminologi, viktimologi, kulturanalys, administrationssamhället och kvalitativa metoder.
Malin Åkerström disputerade 1983  med avhandlingen Crooks and Squares - Lifestyles of Thieves and Addicts in Comparison to Conventional People. Hon blev docent 1990 och professor år 1996.
Malin Åkerström har varit drivande i att starta upp en tvärvetenskaplig forskarmiljö i kriminologi vid Lunds universitet och mycket av hennes forskning har använts inom kriminologprogrammets undervisning. Hennes forskning inom ämnet har förutom kriminologiska och etnografiska metoder kretsat kring kriminella livsstilar, polisarbete, ungdomshem, brottsoffer och etnicitet.
Andra arbeten som nått stor spridning är hennes forskning om mutor vs gåvor, Suspicious Gifts: Bribery, Morality and Professional,  samt de som handlar om administrationssamhället,  Mötesboken: tolkningar av arbetslivets sammanträden och rosévinsmingel  (med P. Hall och V. Leppänen) och hur man kan förklara dess expansion, som i Hidden Attractions of Administration – The Peculiar Appeal of Meetings and Documents (med K. Jacobsson, E. Andersson Cederholm, D. Wästerfors). Ett mycket känt verk i svenska kriminolog-kretsar är Det motspänstiga offret som Malin Åkerström skrev tillsammans med forskarkollegan Ingrid Sahlin. Den var ett av de första verken på svenska som uppmärksammade offerdiskursen mer kritiskt genom att peka ut problem med att placera brottsutsatta i kategoriska offerroller. Publikationer som fått spridning internationellt i andra kriminologiska ämnen är  Crooks and Squares - Lifestyles of Thieves and Addicts in Comparison to Conventional People, som gavs ut I flera pocketversioner samt en bok som handlar om förräderi, Betrayal and Betrayers - The Sociology of Treachery.